# 邓乔彬
邓乔彬（1943年10月18日—2018年1月30日），男，生于重庆，祖籍广东珠海。中国古代文学与文化研究家，文艺理论家。暨南大学中文系特聘教授。

## 生平
1943年10月18日出生于重庆。1947年随父母移居上海。1962年考入华东师范大学物理系，1963年转入中文系，1964年赴安徽全椒、定远县参加四清运动，1967年毕业。1968年上山下乡，被分配到甘肃永登水泥厂当工人，后调入该厂职工子弟小学任体育教师、语文教师等职务。
文化大革命结束后，于1978年考取华东师范大学中文系研究生，1981年毕业后留校任教，1994年升任教授。2003年调入暨南大学，负责古代文学学科。2008年12月退休。
2018年1月30日上午8时47分在上海市第四人民医院医治无效去世，终年74岁。

## 研究
邓乔彬教授先后致力于近代曲学、唐宋词学、词学批评、古代诗歌、诗画比较、古代画论、二十世纪古代文学学术史、古代文艺与文化关系、宋代绘画等研究领域。代表作《中国绘画思想史》是中国首部研究绘画思想的通史著作；《有声画与无声诗》亦为古代诗画比较的首创之著；其他词学著作还有《唐宋词美学》、《中国词学批评史》、《吴梅研究》、《唐宋词艺术发展史》；专著《学者闻一多》。
邓乔彬还担任过中国宋代文学学会副会长、中国古代文学理论学会理事、中国词学会学术委员等职务。

## 荣誉
1996年获国务院颁发的政府特殊津贴证书。获得过华东师范大学“教学华为奖”、“宝钢优秀教师奖”、广东省“南粤优秀教师”称号等多项教学奖。